# 欲女
《慾女》，又名《悍婦崗》，1999年5月12日上映的伦理片和情色片。

## 剧情
大日本帝国侵华期间，大日本帝国在东北扶持清朝末代皇帝溥仪建立满洲国，溥仪为傀儡，听从大日本帝国的指令行事。佟飞，是满洲国宪兵队的队长，他爱慕大日本帝国松井少佐的女人小娟，两人经常趁着少佐不在而偷欢行乐，一日，少佐在两人偷欢期间纵马归来，佟飞的兄弟们在外面把风，没有拦住少佐。少佐冲进营房，拖出佟飞和小娟，想要把佟飞处决掉，却被佟飞用手枪打死，佟飞的兄弟们出主意叫他速速离开，免得被大日本帝国的军队抓住，成为刀下鬼。佟飞骑着马落荒而逃，因为他身负重伤，从马背上跌落，幸亏遇到淳朴善良的猎户孙老头和女儿孙铁妹，把他救起来，救活了他。
猎户王虎和孙铁妹是好友，两人经常出去打猎，一日，两人在河水中洗澡完毕之后，就在泥土上做爱，导致孙铁妹怀上王虎的孩子。
不多久，孙老头带着村中的年轻男子去袭击大日本帝国的运输车队，结果护送车队的就是佟飞昔日的兄弟们，因为他们有感情，才没有杀佟飞，在一边厮杀的王虎看到情况后，愤怒不已，佟飞怕王虎识别自己的身份，将王虎杀害，并且带回重伤昏迷的孙老头。孙老头为了感激佟飞的救命之恩，把孙铁妹许配给了佟飞，两人结婚后不久，孙铁妹就生下了王虎的女儿。
一日，佟飞到集市上去交易，碰到自己的兄弟，兄弟告诉他小娟落魄做了妓女，佟飞要兄弟带路，找到小娟。两人重叙旧情，迅速打成火热，并且经常偷欢。
天长日久，佟飞偷欢使得交易的金钱越来越少，孙老头发现情况不对劲，起了疑心，但是很快被佟飞诱到悬崖，推下去摔死了。他把孙老头的尸体带回家，说是摔死的。佟飞的行为引发了孙铁妹的怀疑，几日后，佟飞向女儿虎妞问孙铁妹把钱藏在哪儿，被孫鐵妹知情而設計讓佟飛以為她將錢藏在木籠的地下。晚上，佟飞去挖钱，结果被孙铁妹关了起来，锁在木笼子里。佟飞假裝暈倒騙女儿虎妞去拿钥匙开锁，虎妞被骗拿来钥匙，放出了佟飞，他恩将仇报，把虎妞捆绑起来。孙铁妹回来后，被佟飞关在了笼子里。晚上，佟飞找来情妇小娟，两人合谋杀死虎妞和孙铁妹，但是机智的孙铁妹用破碗挖了个低漥的洞，爬出了笼子。她一箭射死了小娟，随后带着女儿虎妞逃命。佟飞找来自己的兄弟追杀孙铁妹，他们都被孙铁妹用箭射死，最后佟飞也被孙铁妹杀掉。

## 演员
- 舒淇 出演 孙铁妹，獵戶孙老头的閏女。
- 狄威 出演 孙老头，孙铁妹的父亲。
- 楼学贤 出演 佟飞，满洲国宪兵队的队长。
- 楊懿玎 出演 小娟，佟飞的情妇。
- 藍海瀚 出演 王虎，孙铁妹的好友，喜歡孫鐵妹。

## 制作
1998年，舒淇的演艺事业正处在上升时期，1998年她一共出演了11部电影。

## 外部連結
- 開眼電影網上《悍婦崗》的資料（繁體中文）
- 香港影庫上《慾女》的資料（繁體中文）
- 时光网上《慾女》的資料（简体中文）
- 豆瓣电影上《慾女》的資料 （简体中文）
- 互联网电影数据库（IMDb）上《慾女》的资料（英文）